# Багер-елеватор

Багер-елеватор (рос. багер-элеватор, англ. bagger-elevator, нім. Baggerelevator) — похило встановлений транспортний пристрій з безкінечним ланцюгом, на якому закріплені ковші для вичерпування осаду та його транспортування з одночасним стіканням (дренажем) вологи через щілини в ковшах. Встановлюється у багер-зумпфі, для вивантаження і зневоднення важких фракцій у відсаджувальній машині.